# Rue Louis Fraigneux
La rue Louis Fraigneux est une rue de la ville de Liège (Belgique) située entre la rue de l'Académie et le carrefour dit de Fontainebleau dans le quartier de Sainte-Marguerite.

## Odonymie
La rue créée en 1940 rend hommage à Louis Fraigneux (1863-1938), échevin liégeois et conseiller provincial.

## Description
Cette large voie comptant jusqu'à 7 bandes de circulation (dont deux réservées aux transports en commun) mesure approximativement 500 m et compte une vingtaine d'immeubles d'habitation. Dans les années 1970, la rue a été amputée des immeubles du côté pair (côté nord) qui ont été expropriés pour permettre l'élargissement de la voirie et le percement de la voie rapide, section de la route nationale 3 entre la rue de l'Académie et la rue de Hesbaye. À la partie ouest de la rue, les bandes des deux sens de circulation se séparent et forment dès lors un large espace ovale comprenant pelouses, terre-plein, sentiers et escaliers. Une passerelle franchit la partie nord de la voirie et mène à plusieurs volées d'escaliers qui gravissent la colline de Naimette-Xhovémont pour rejoindre la rue Henri Vieuxtemps.

## Patrimoine
À l'angle avec la rue Mississipi, un haut mur en brique d'une trentaine de mètres de long est en fait la partie nord du bastion du Saint-Esprit érigé au XIIIe siècle puis réédifié au début du XVIIe siècle et qui a pris le nom du bourgmestre de l'époque : Philippe le Rosseau dit Philippe du Saint-Esprit. Ce bastion faisait partie des seconds remparts de la ville de Liège.

## Architecture
Les immeubles situés aux nos 29 et 39 possèdent une structure architecturale proche du Style « paquebot ».

## Voies adjacentes
- Rue de l'Académie
- Rue Hocheporte
- Rue Mississipi
- Rue des Meuniers
- Avenue de Fontainebleau
- Rue de Fexhe
- Rue Sainte-Marguerite
- Rue de Hesbaye